# Helmuth Santler
Helmuth Santler (* 8. Dezember 1964 in Villach) ist ein österreichischer Autor, Lektor und Journalist.
Er studierte in Wien und arbeitete dort als freier Journalist, Redakteur und Herausgeber. 2001 machte er sich als „Textmaker“ in der Buchwelt selbständig.

## Werke (Auswahl)
- Baumlang und Felsenfest. Edition KKK, 2002. ISBN 3-902037-02-4
- Wir vom Jahrgang 1932. Kindheit und Jugend in Österreich. Wartberg, Gudensberg-Gleichen 2011. ISBN 978-3-8313-2632-7
- Wir vom Jahrgang 1942. Kindheit und Jugend in Österreich. Wartberg, Gudensberg-Gleichen 2011. ISBN 978-3-8313-2642-6
- Wir vom Jahrgang 1961. Kindheit und Jugend in Österreich. Wartberg, Gudensberg-Gleichen 2011. ISBN 978-3-8313-2661-7
- Die Un-Heilige Schrift. Verlag Die Textwerkstatt 2014, ISBN 978-14954-839-05
- Das Buch der Wunder. Verlag Die Textwerkstatt 2014, ISBN 978-14995-008-99
- Kopfwäsche. Steinverlag 2016, ISBN 978-3901392-73-3
- Der Bürg mit dem Hundehalsband. Eigenverlag, Wien 2022. ISBN 978-3-94562-079-3
- CHILI. mandelbaums kleine gourmandisen N° 51. Mandelbaum, Wien/Berlin 2023. ISBN 978-3-99136-033-9
- Wir vom Jahrgang 1985. Kindheit und Jugend in Österreich. Wartberg, Gudensberg-Gleichen 2024. ISBN 978-3-8313-2685-3

## Lektorate (Auswahl)
- Engelbert J. Winkler: Lucia N°03: Hypnagoge Lichterfahrung und NeuroArt. ImaginAriuM, Innsbruck 2013
- Martina Ertl: Der Weg zum Ich-Vertrauen: 3 Schritte zu persönlicher Ganzheit. Norea, Klagenfurt 2016
- Bernhard Hoffmann: Der Wandläufer. Moondark-Verlag, Wien 2018
- Mike Mandl: Meridiane. Landkarten der Seele. Bacopa, Schiedlberg 2020
- GAWo-Group: Raumfühlend. Wege zum lebenswerten Wohnen und Arbeiten. Wien 2021 (Redaktion, Lektorat und Gesamtleitung)
- Mike Mandl: Karma à la carte. Bacopa, Schiedlberg 2024
- Andreas Budz: Sonnenaufgang. Ein Reisebegleiter zum bewusst Sein. Novum, Neckenmarkt 2025